# شبه‌ذرات

حرکت نوسانی الکترون‌ها در کریستال‌ها به دلیل وجود شبه ذره‌ای به نام فونون

شبه ذره یا برانگیزش دسته جمعی عبارت است از ظهوریافتگی در سامانه پیچیده میکروسکوپی جامداتی که ذراتشان برهمکنش‌های ضعیفی در فضاهای خالی بینشان دارند. برای مثال، یک الکترون در نیمه رسانا می‌تواند جابه جا شود. این جابه جایی و حرکت به دلیل برهمکنش با هسته اتم و الکترون‌های دیگر، باید پیچیده و در مسیر پیچیده‌ای باشد؛ اما به نظر می رسد الکترون با جرمی متفاوت، دارد به صورت غیر آشفته در فضاهای خالی جابه جا می‌شود. این الکترون که جرم متفاوتی دارد را شبه ذره الکترون می نامند. معمولاً اگر شبه ذرات مربوط به فرمیون‌ها باشند (مانند شبه ذره مذکور و حفره الکترونی)، تحریک شبه ذره نامیده می‌شوند و اگر به مربوط به بوزون‌ها (مثل فونون و پلاسمون)، به آن تحریک دسته جمعی می گویند؛ هر چند تفاوتی ندارد.